# Carrabassett
La rivière Carrabassett est un cours d'eau américain d'une longueur de 54,4 km qui coule dans l’État du Maine. Elle est un affluent de la Kennebec.

## Source de la traduction
- (en) Cet article est partiellement ou en totalité issu de l’article de Wikipédia en anglais intitulé « Carrabassett River » (voir la liste des auteurs).